# Ian Richardson

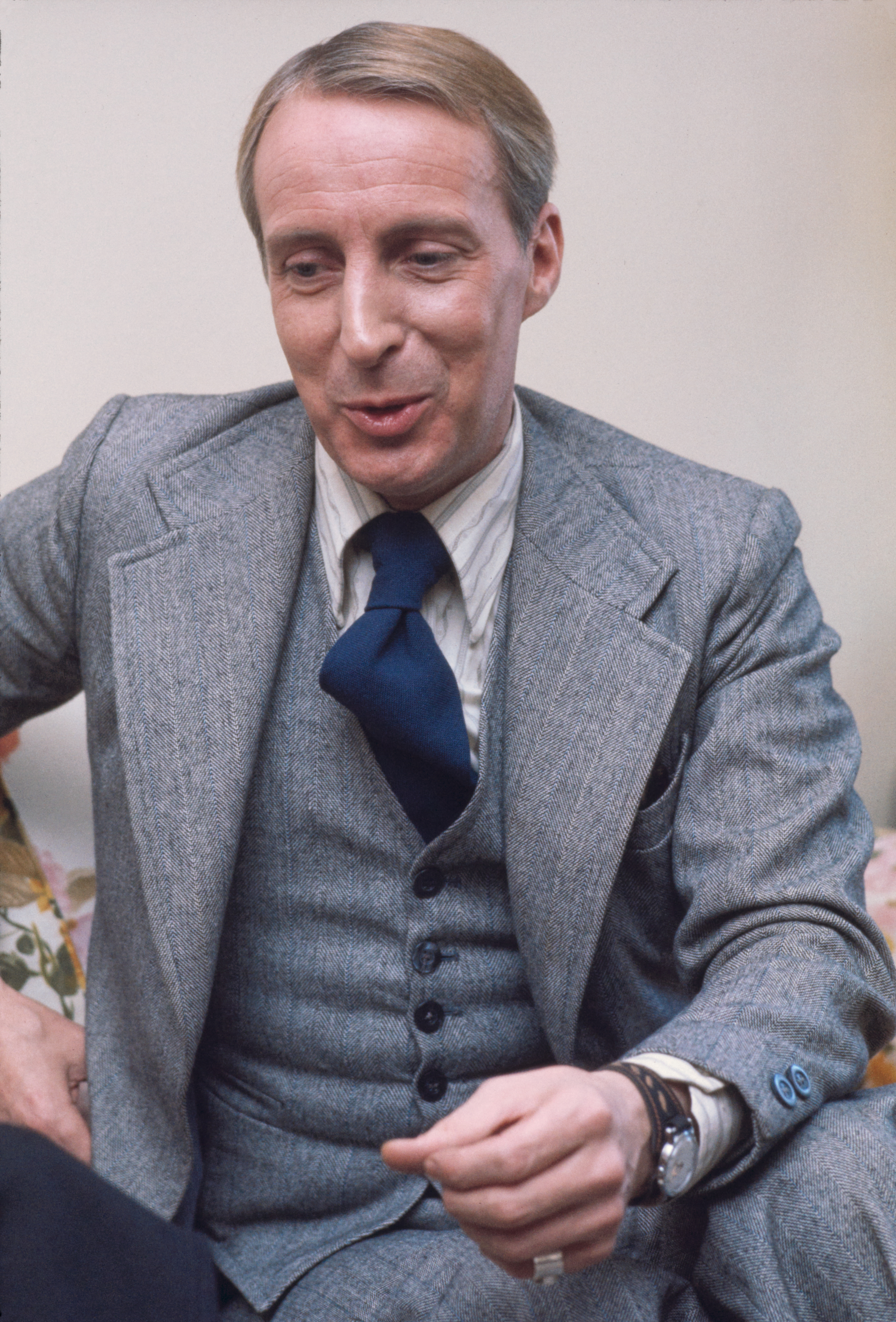
Ian Richardson, 1976

Ian William Richardson CBE (* 7. April 1934 in Edinburgh; † 9. Februar 2007 in London) war ein britischer Schauspieler in Film, Fernsehen und Theater.

## Leben
Richardson studierte zunächst am College of Dramatic Art in Glasgow. In den 1960er-Jahren spielte er überwiegend im Ensemble der Royal Shakespeare Company, die er 1970 verließ, um die Hauptrolle in der BBC-Produktion Eyeless in Gaza zu übernehmen. Einige seiner Bühnenrollen wurden auch auf der Kinoleinwand festgehalten, etwa der Oberon in William Shakespeares Sommernachtstraum, der Marat in Marat/Sade von Peter Weiss oder der Padre im Musical Der Mann von La Mancha. In den 1970er-Jahren konzentrierte er sich hauptsächlich auf Musicalrollen und war als Henry Higgins in der Wiederaufnahme von My Fair Lady am Broadway in New York zu sehen.
Mit der Rolle des Bill Haydon in der Fernsehminiserie Dame, König, As, Spion (Tinker Tailor Soldier Spy) mit Alec Guinness nach dem gleichnamigen Roman von John Le Carré gelang ihm 1979 der dauerhafte Einstieg in Film und Fernsehen. 1979 spielte er den aristokratischen Chef des MI6, Sir Henry Cuthbertson, in dem Film Charlie Muffin an der Seite von David Hemmings und Pinkas Braun. Im Jahr 1983 spielte er den Detektiv Sherlock Holmes in den TV-Filmen Im Zeichen der Vier und Der Hund von Baskerville. Seine besten Rollen vor der Kamera spielte er in Fernsehminiserien, während er in Kinofilmen durchwegs nur kleine Nebenrollen erhielt.
Einem breiteren Publikum bekannt wurde Richardson 1990 als perfider machiavellistischer Politiker Francis Urquhart in dem Fernsehmehrteiler Ein Kartenhaus (1990) und dessen Fortsetzungen Um Kopf und Krone (To Play the King, 1993) und The Final Cut nach den Romanen von Michael Dobbs.
Hierfür wurde Richardson 1991 von der British Academy of Film and Television Arts als bester Hauptdarsteller mit dem BAFTA TV Award ausgezeichnet.
Im Juni 1989 wurde Ian Richardson zum Commander of the British Empire ernannt.

## Privates und Tod
Ian Richardson starb am 9. Februar 2007 in seiner Wohnung im Schlaf an akutem linksventrikulärem Versagen. Sein Tod kam sowohl für seine Familie als auch für de Öffentlichkeit völlig unerwartet. Er war nicht krank gewesen und sollte zwei Tage später mit den Dreharbeiten für eine Folge der Serie Inspector Barnaby beginnen. Richardson war von 1961 bis zu seinem Tod mit der Schauspielerin Maroussia Frank verheiratet, die er bei der Royal Shakespeare Company kennengelernt hatte. Aus der als äußerst glücklich und innig beschriebenen Ehe gingen zwei Söhne hervor. Sein Sohn Miles Richardson ist ebenfalls Schauspieler.

## Filmografie (Auswahl)

### Kino
- 1967: Die Verfolgung und Ermordung Jean-Paul Marats dargestellt durch die Schauspielgruppe des Hospizes zu Charenton unter der Anleitung des Herrn de Sade (Marat/Sade)
- 1968: Ein Sommernachtstraum (A Midsummer Night’s Dream)
- 1972: Der Mann von La Mancha (Man of La Mancha)
- 1973: Sir Gawain und der grüne Ritter (Gawain and the Green Knight) (nur Erzähler)
- 1973: Der Teufelsschüler (The Devil’s Diciple)
- 1985: Brazil
- 1986: Die Bombe fliegt (Whoops Apocalypse)
- 1987: Das vierte Protokoll (The Fourth Protocol)
- 1987: Schrei nach Freiheit (Cry Freedom)
- 1988: Brennendes Geheimnis (Burning Secret)
- 1990: König der Winde (King of the Wind)
- 1990: Rosenkranz & Güldenstern (Rosencrantz & Guildenstern Are Dead)
- 1992: Das Jahr des Kometen (Year of the Comet)
- 1993: M. Butterfly
- 1993: Dirty Weekend
- 1997: Incognito
- 1997: Beverly Hills Beauties (B*A*P*S)
- 1998: Dark City
- 1999: Der König und ich (The King and I) (Stimme)
- 2000: 102 Dalmatiner (102 Dalmatians)
- 2001: From Hell
- 2004: Dæmos Rising
- 2005: Merry Christmas (Joyeux Noël)
- 2006: Wir verstehen uns wunderbar (Désaccord parfait)
- 2007: Geliebte Jane (Becoming Jane)

### Fernsehen
- 1979: Charlie Muffin
- 1979: König, Dame, As, Spion (Tinker Tailor Soldier Spy) (Fernsehminiserie)
- 1981: Private Schulz (Fernsehminiserie)
- 1983: Der Hund von Baskerville (The Hound of the Baskervilles)
- 1983: Im Zeichen der Vier (The Sign of Four)
- 1984: Erben der Liebe (Mistral's Daughter) (Fernsehminiserie)
- 1987: Monsignore Quixote (Monsignor Quixote)
- 1987: Porterhouse Blue (Fernsehminiserie)
- 1990: Stauffenberg – Verschwörung gegen Hitler (The Plot to Kill Hitler)
- 1990: Das Phantom der Oper (The Phantom of the Opera)
- 1990: Der große Reibach (The Gravy Train) (Fernsehminiserie)
- 1990: Ein Kartenhaus (House of Cards) (Fernsehminiserie)
- 1991: Der große Reibach 2 (The Gravy Train Goes East) (Fernsehminiserie)
- 1993: Foreign Affairs
- 1993: Was bleibt, ist die Erinnerung (Remember)
- 1993: Um Kopf und Krone (To Play the King) (Fernsehminiserie)
- 1994: Das Geheimnis deiner Zärtlichkeit (A Change of Place)
- 1995: Das letzte Kapitel (The Final Cut) (Fernsehminiserie)
- 1996: Katharina die Große (Catherine the Great)
- 1998: Ein Ritter in Camelot (A Knight in Camelot)
- 1998: Alice im Spiegelland (Alice Through the Looking Glass)
- 1999: Das Haus des Magiers (The Magician's House) (TV-Serie)
- 2004: Nero – Die dunkle Seite der Macht (Imperium: Nerone)
- 2004: Agatha Christie’s Marple – Die Tote in der Bibliothek (Fernsehserie, Folge: The Body in the Library)
- 2007: Hogfather – Schweinsgalopp (Hogfather) (Stimme)